# Нур-Адад (цар Замуа)
Нур-Адад (1-а пол. IX ст. до н. е.) — перший відомий правитель племінного об'єднання турукку Замуа.

## Життєпис
Відомий переважно з ассирійських джерел. Тому власне ім'я його невідоме, оскільки «Нур-Адад» ймовірно якість аналог. Згадується як вождь «країни Дагара». на думку дослідників саме з племені дагара походив Нур-Адад.
Ймовірно першим об'єднав племена турукку, створивши своєрідну протодержаву. Разом з тим мав співправителем родича Амека, що панував в так званій Внутрішній Замуа.
Наказав збудували загороджувальну стіну на перевалі Бабіте, намагаючись протистояти ассирійським військам Ашшур-назір-апала II. Це свідчить все про державну організацію, наявність коштів і ресурсів та владу самого правителя Замуа. Незважаючи на усі заходи ассирійцям вдалося захопити міста-фортеці Дагар, Біруте, Узе і Лагара. Після залишення ворогом Замуа Нур-Ададу вдалося знову зміцнити свої позиції. Ймовірно продовжив боротьбу в подальшому, але про подальшу долю обмаль відомостей, напевне загинув у наступних війнах з ассирійцями.